# Cotonificio Crespi
El Cotonificio Rodolfo Crespi fue una fábrica textil ubicada en el barrio de Mooca de la ciudad de São Paulo, Brasil. Fue inaugurada en 1897 por los socios Rodolfo Crespi y Pietro Regoli bajo el nombre de Regoli, Crespi & Cia. Cerró en 1963. Actualmente, el inmueble está alquilado al Grupo Pão de Açúcar. En 1904, la empresa fue renombrada como "Cotonifício Rodolfo Crespi", nombre que llevó hasta su cierre de actividades, cuando Pietro Regoli dejó la sociedad y Crespi se convirtió en el único dueño.
Durante su funcionamiento, el Cotonifício Crespi fue escenario de momentos importantes de la historia de Brasil. En 1917, una paralización de los trabajadores del Cotonifício dio origen a la huelga general de 1917. Siete años después, la fábrica fue blanco de bombardeos durante la Revuelta Paulista de 1924 y tuvo que paralizar sus actividades. El Cotonifício también produjo ropa para los soldados paulistas en la Revolución Constitucionalista de 1932 y para los soldados italianos durante la Segunda Guerra Mundial.
En 1924, una colaboración entre funcionarios y la empresa posibilitó la fundación del Cotonifício Rodolfo Crespi F.C., equipo formado por trabajadores del Cotonificio que a partir de 1930 se llamaría Clube Atlético Juventus a partir de 1930.